# Sekspositie
Een sekspositie of standje is een gecombineerde lichaamshouding waarmee partners seksuele handelingen kunnen verrichten.

## Geschiedenis
De oudste bekende Europese tekst over seksstandjes is Speculum al foderi, ook wel bekend als The Mirror of Coitus, dat letterlijk 'een spiegel voor sekshebbenden' betekent. De Catalaanse tekst stamt uit de 15e eeuw en werd ontdekt in 1970.

## Posities

### Penetrerende partij bovenop
- Missionarishouding
- Weense oester

### Penetreren van achteren
- Hondjeshouding
- Lepeltje-lepeltje

### Ontvangende partij bovenop
- Amazonehouding
- Omgekeerde amazonehouding
- Omgekeerde missionarishouding

### Zittend/knielend
- Yab-Yumhouding

### Staand
- Suspended Congress
- Prison Guard
- The Orchid
- Ballerina
- Pisces

### Niet penetratieve posities
- Soixante-neuf

De verschillende posities zijn door religieuze of andere groepen soms als juist en onjuist aangeduid.

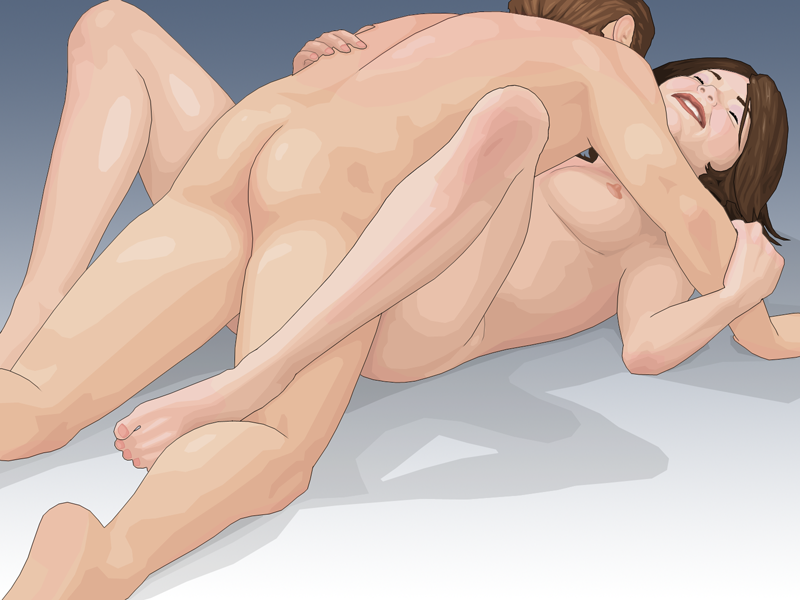
Missionarishouding
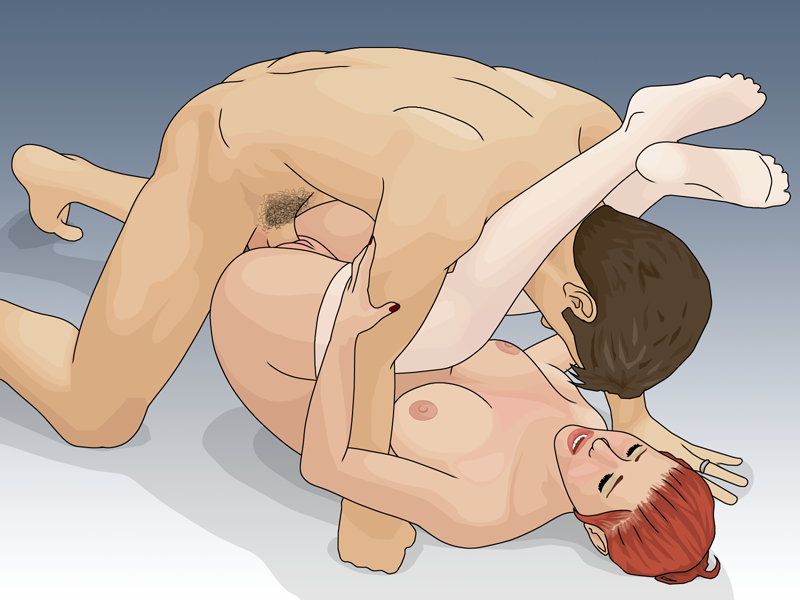
Weense oester
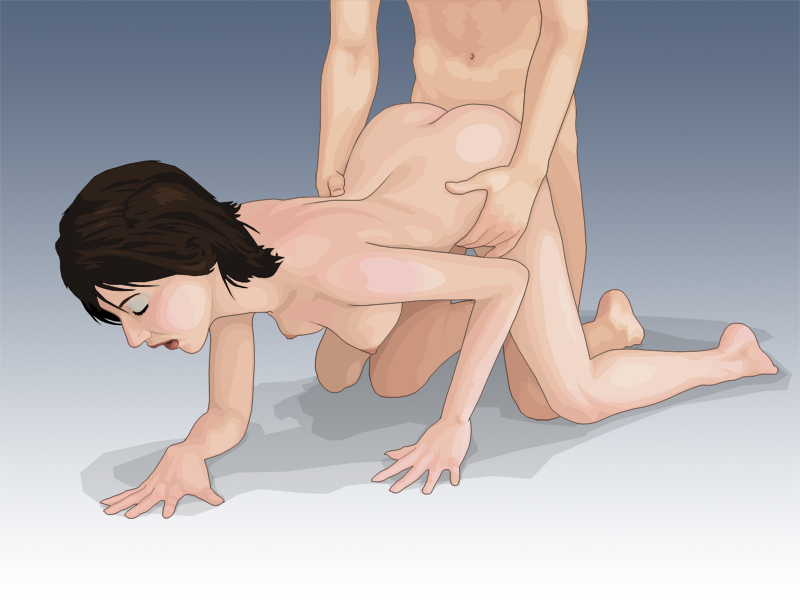
Hondjeshouding
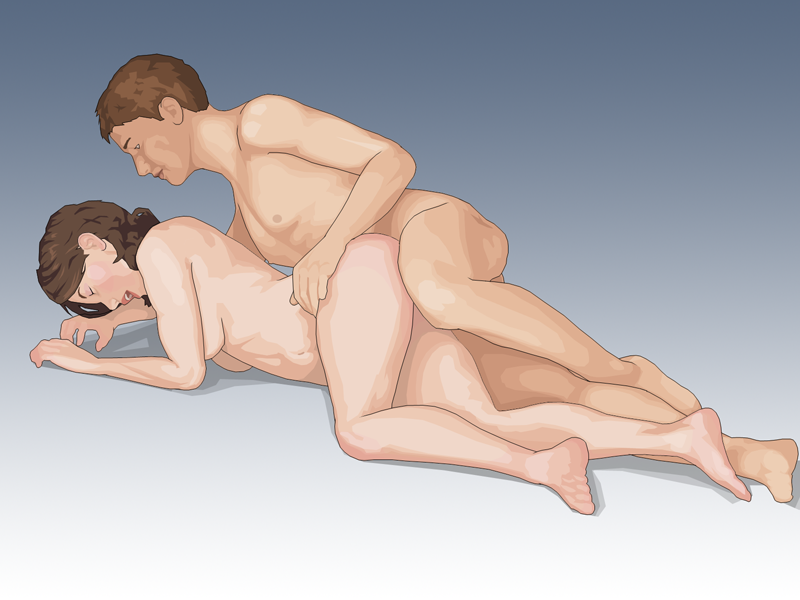
Lepeltje-lepeltje
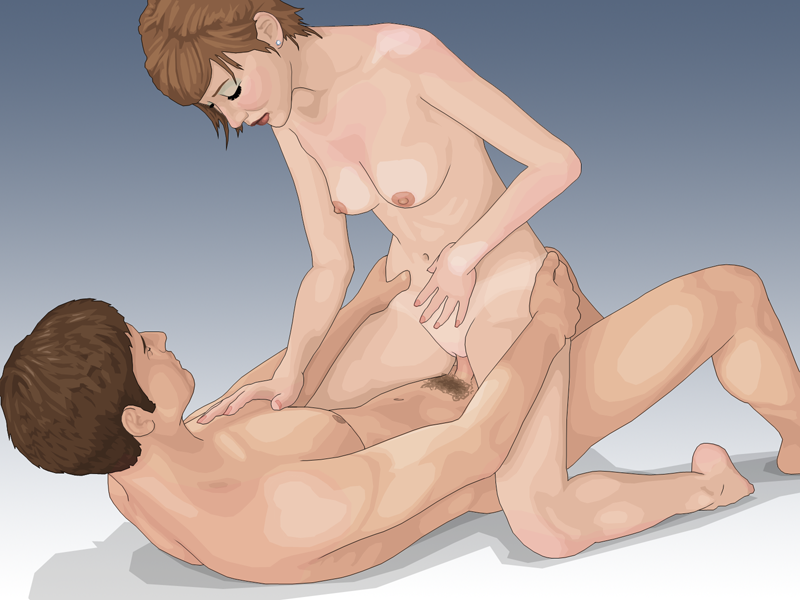
Amazonehouding
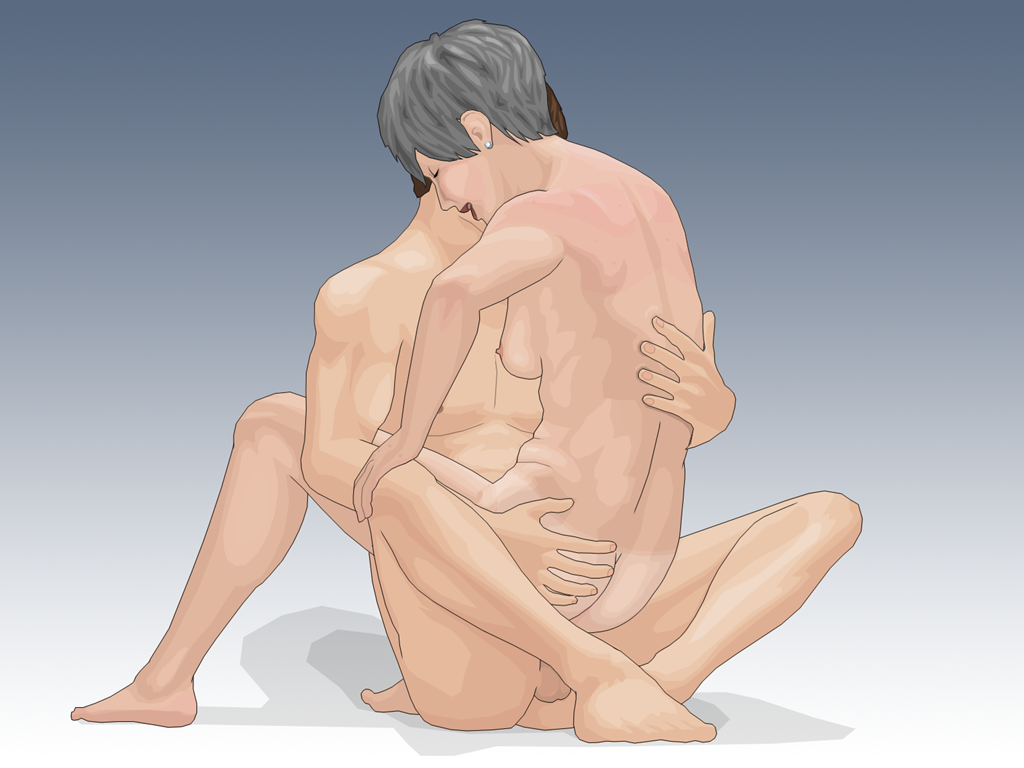
Yab-Yumhouding
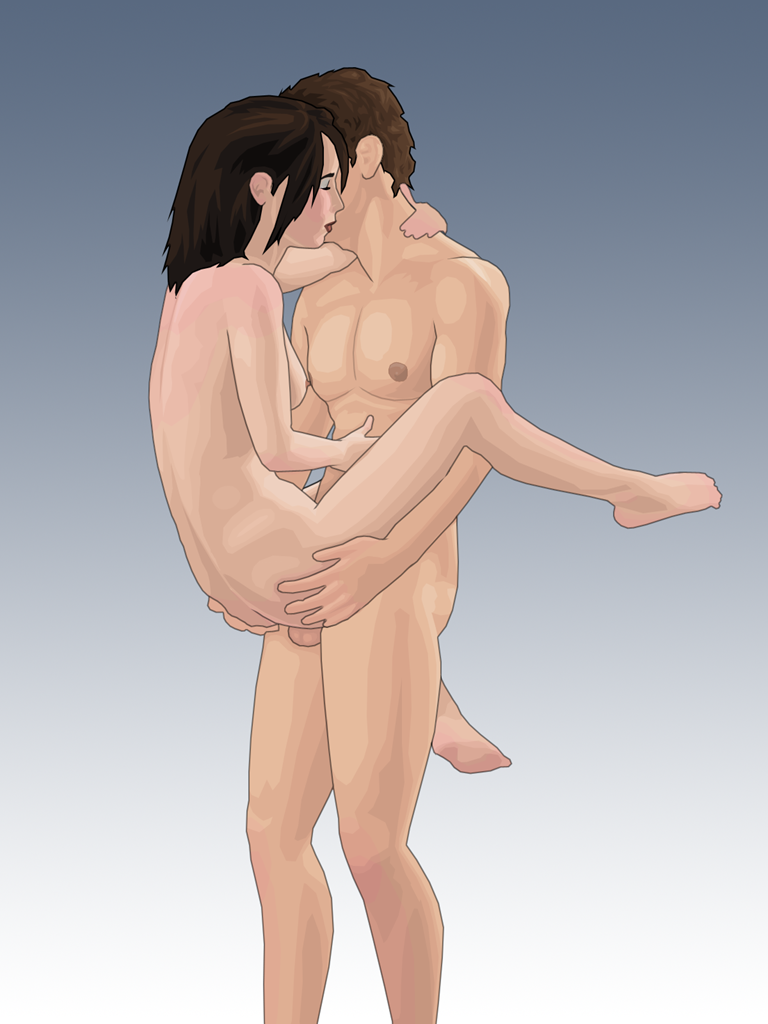
Suspended Congress
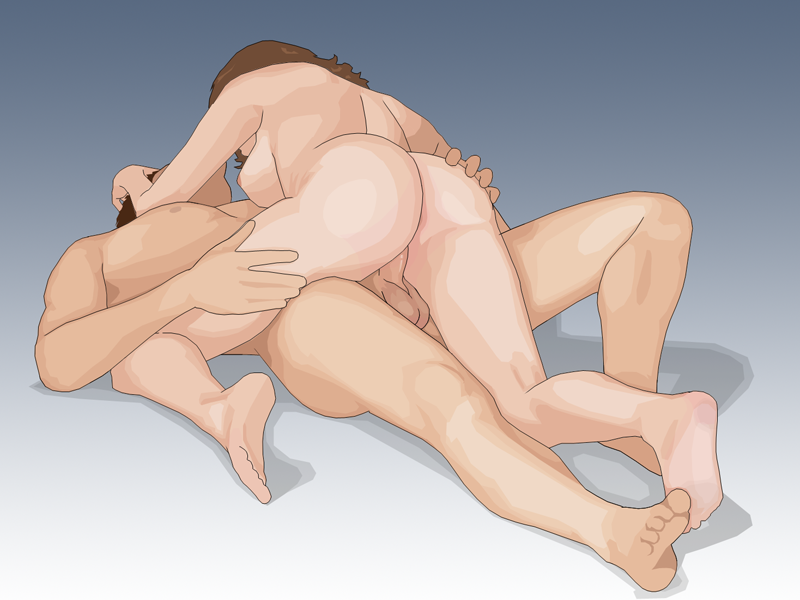
Laterale coïtale positie
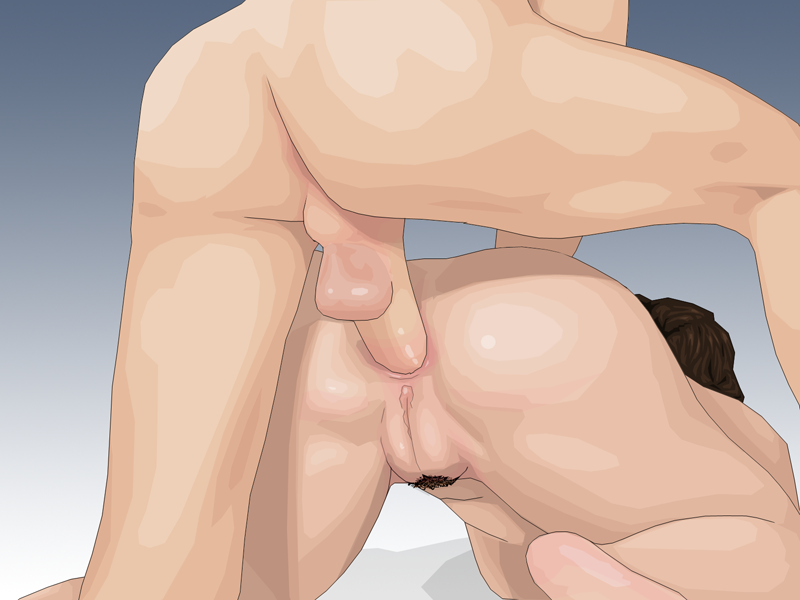
Anale hondjeshouding
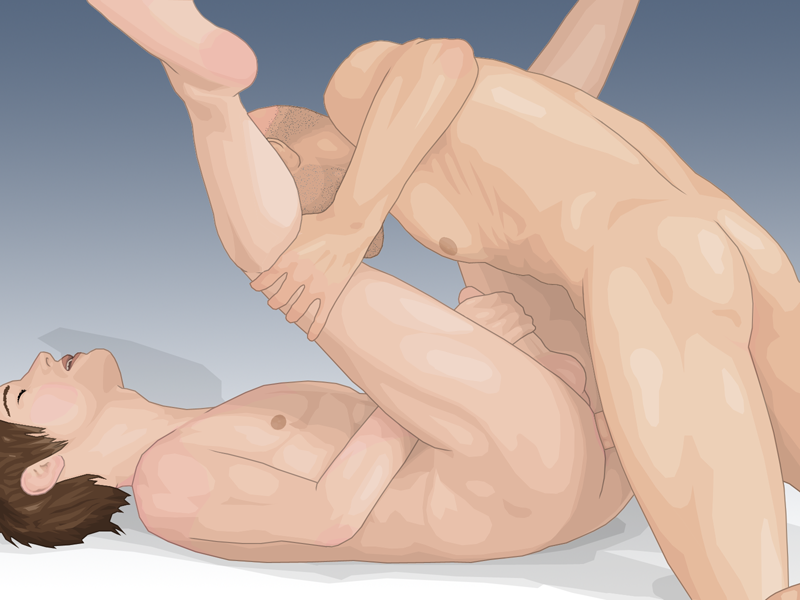
Anal missionarishouding
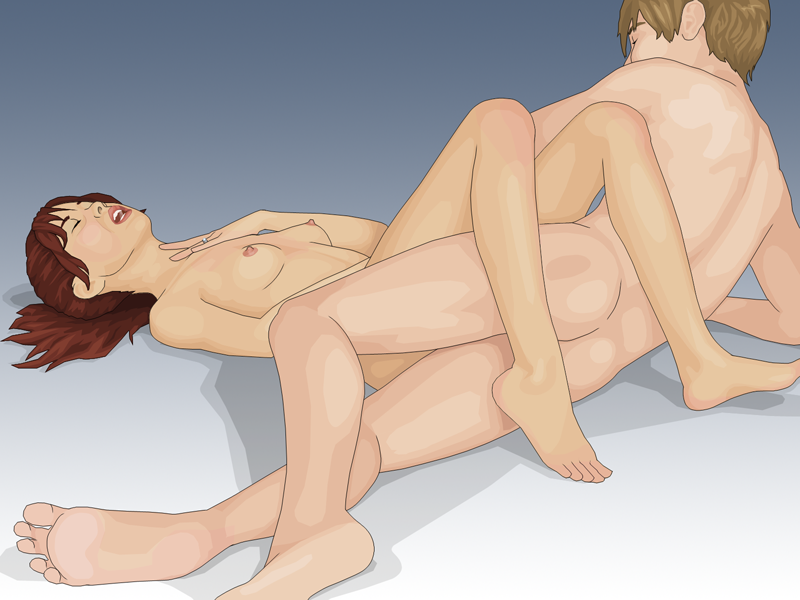
T-square

## Groepsseks

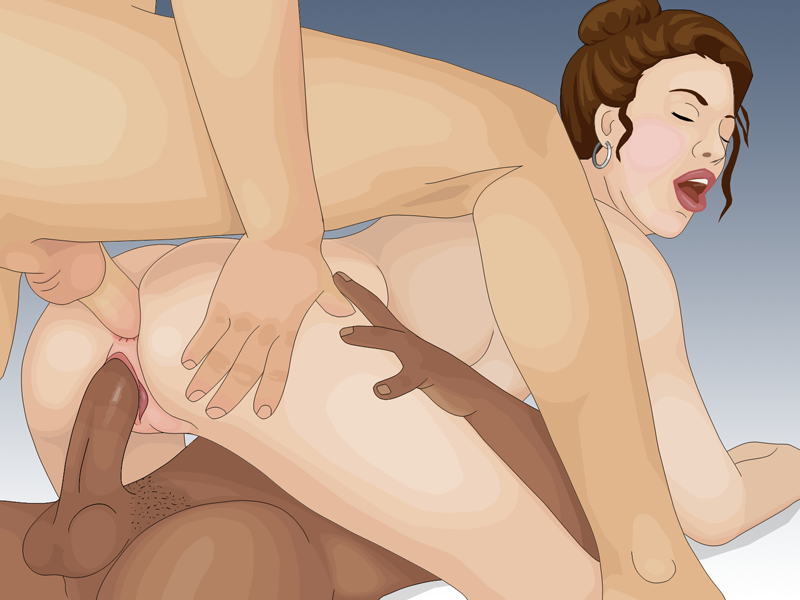
Sandwich
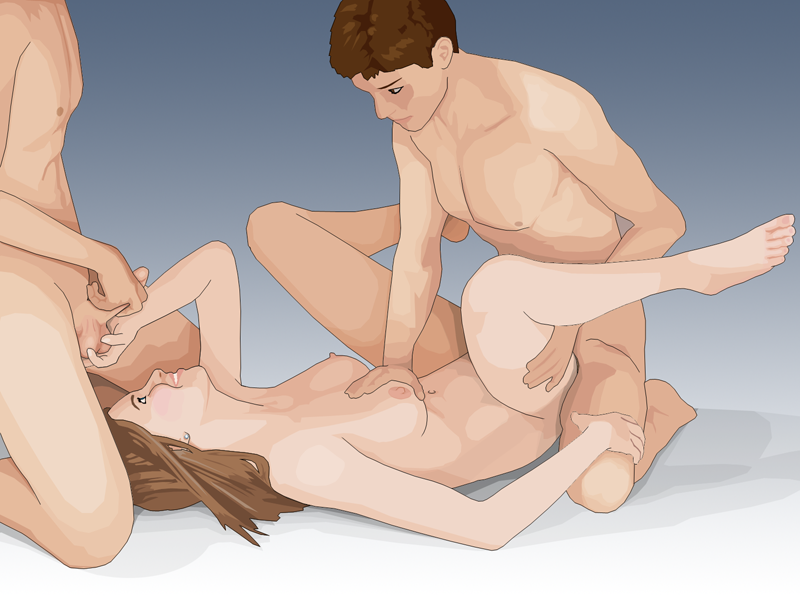
Trio MVM
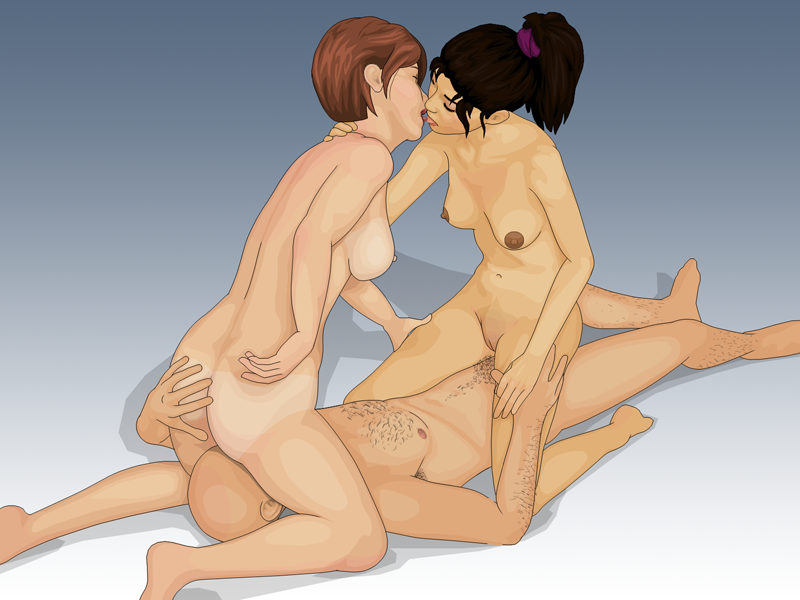
Trio VMV
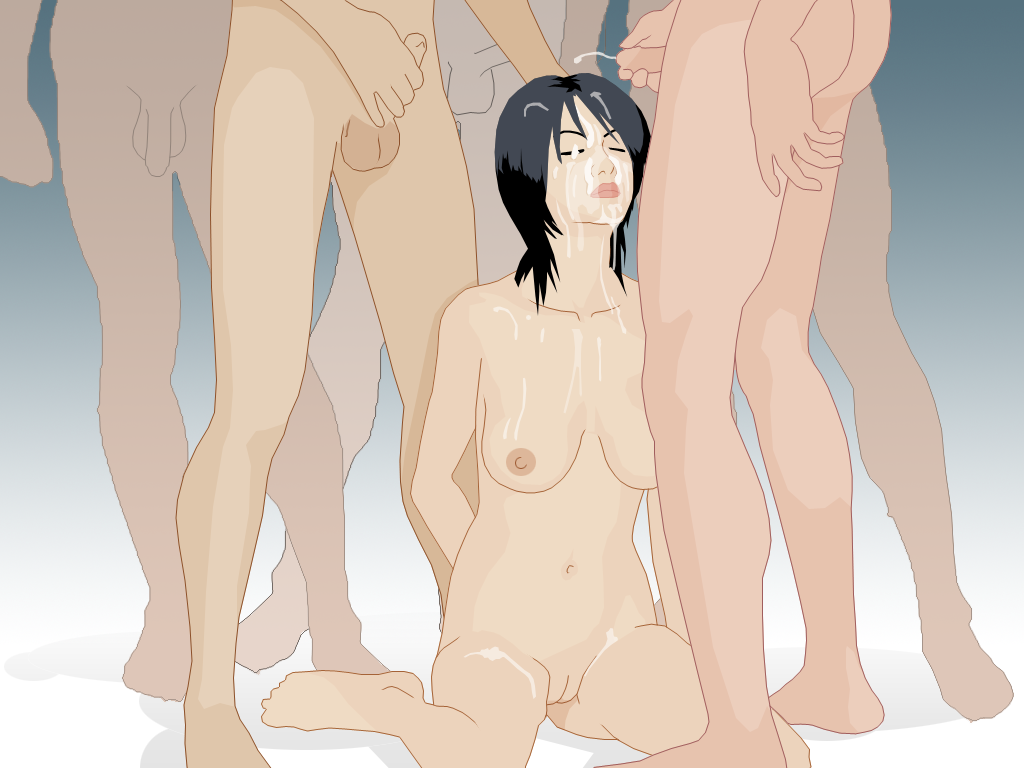
Bukkake

- Trio
  - Spit Roast
  - 369
  - Sandwich
  - Daisy-ketting
- Kwartet
  - 469
- Groep
  - Circle Jerk
  - Bukkake
  - Daisy-ketting

- Sandwich
- Trio MVM
- Trio VMV
- Bukkake